# 默夫·莫伊
默夫·莫伊（英語：Merv Moy，1930年4月19日—），澳大利亚男子篮球运动员。他曾随国家队参加了1956年夏季奥林匹克运动会男子篮球比赛，最终队伍获得第十二名。